# Кирнички
Кирнички́ — село Суворовської селищної громади в Ізмаїльському районі Одеської області в Україні.

## Географія
Село розташоване в історичному районі Буджака (Південна Бессарабія). Лежить над річкою Єникою. Розташоване за 5 км від станції Дзинілор та за 48 км на північний схід від міста Ізмаїла.

## Історія
Територією села проходить частина Нижнього Траянового валу.
В 1828–1830 роках у селі поселялися болгарські колоністи.
12 червня 2020 року, відповідно до Розпорядження Кабінету Міністрів України від № 724-р «Про визначення адміністративних центрів та затвердження територій територіальних громад Одеської області», увійшло до складу Суворовської селищної територіальної громади.
19 липня 2020 року, в результаті адміністративно-територіальної реформи та ліквідації Кілійського району, село увійшло до складу Ізмаїльського району.

## Населення
Згідно з переписом 1989 року населення села становило 2468 осіб, з яких 1197 чоловіків та 1271 жінка.
За переписом населення 2001 року в селі мешкали 2244 особи.
Густота населення 6895 осіб/км. Більшість жителів є болгарами за походженням.
| Рік  | Кількість населення |
| ---- | ------------------- |
| 1930 | 2564                |
| 1940 | 2771                |
| 2001 | 2241                |

### Мова
Розподіл населення за рідною мовою за даними перепису 2001 року:
| Рідна мова | Частка  |
| ---------- | ------- |
| болгарська | 88,53 % |
| російська  | 4,46 %  |
| українська | 4,33 %  |
| румунська  | 2,23 %  |
| гагаузька  | 0,36 %  |
| білоруська | 0,04 %  |

## Відомі уродженці
- Булавицький Іван Якович (1945) — український графік, живописець, скульптор, Заслужений діяч мистецтв України.

## Галерея

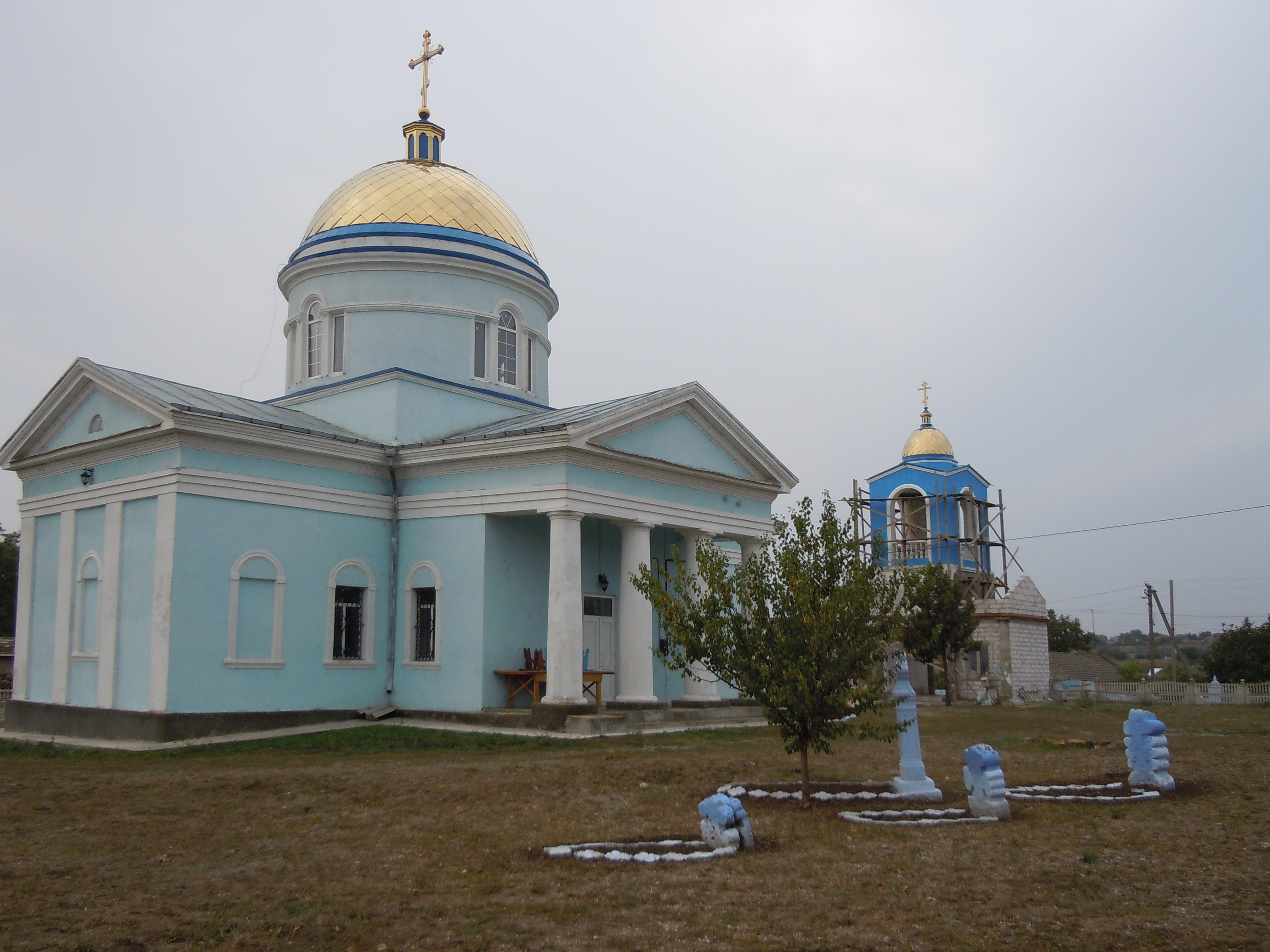
Успенська церква
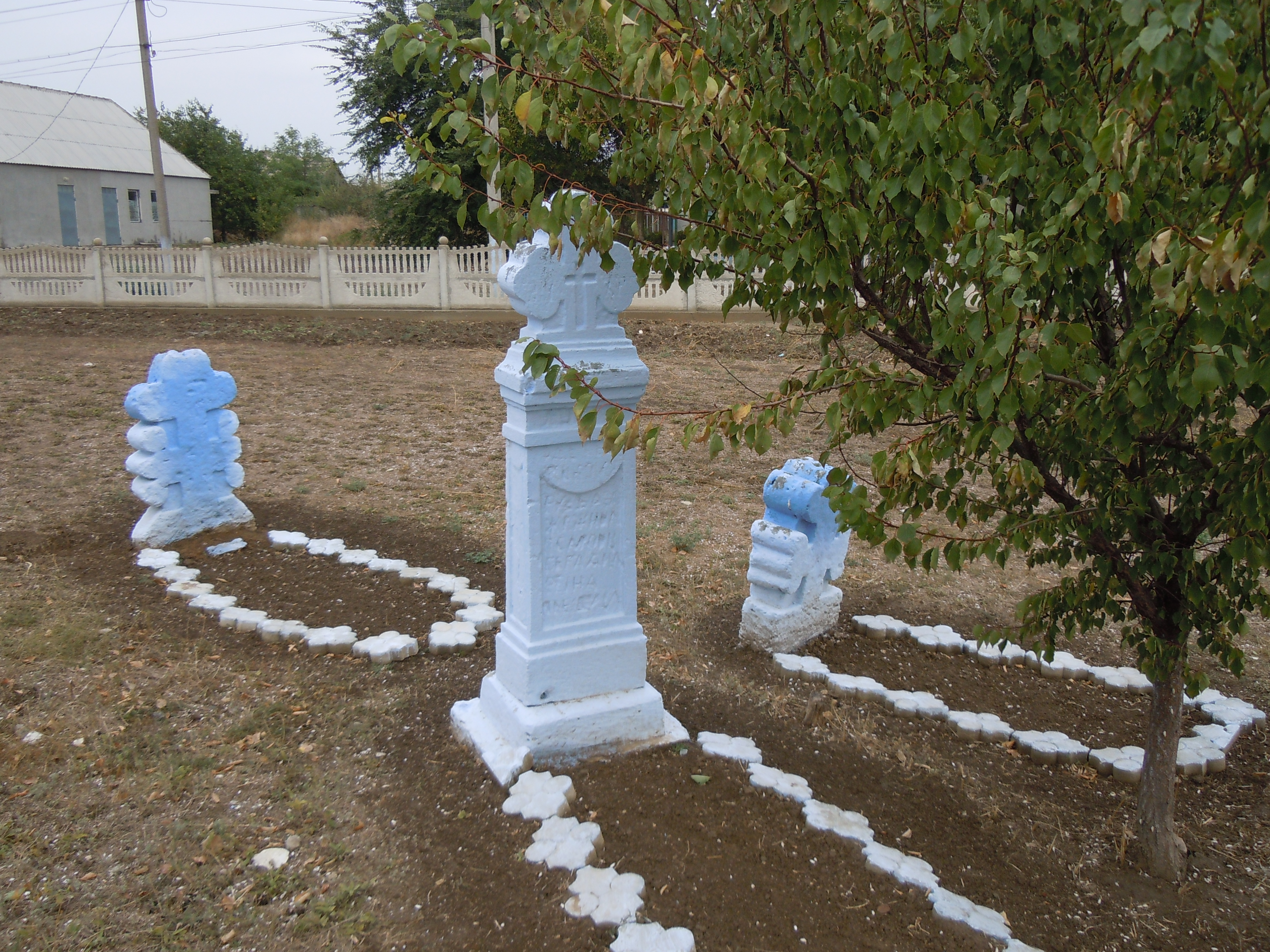
Старі поховання на церковному цвинтарі
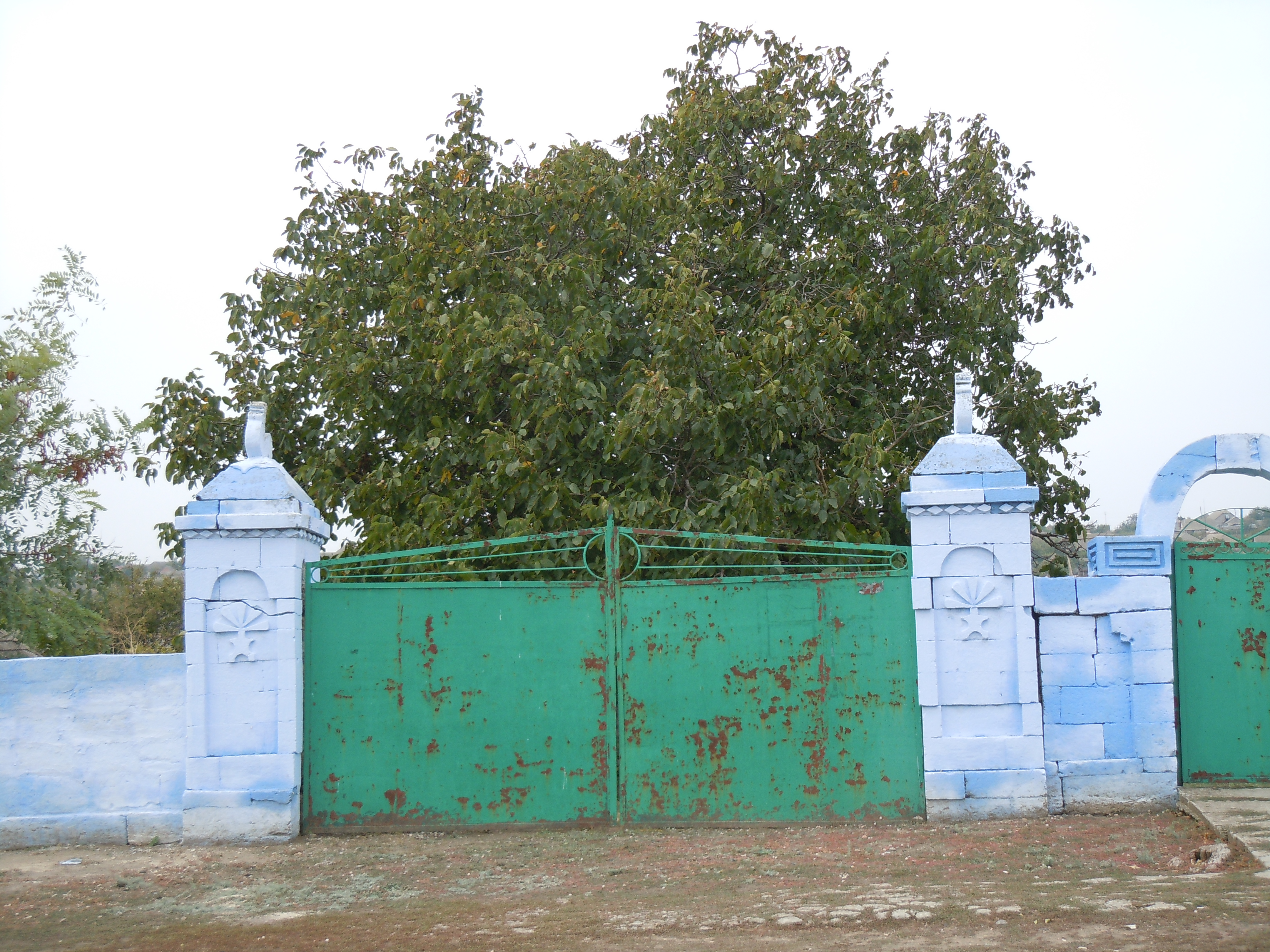
Брама приватного будинку
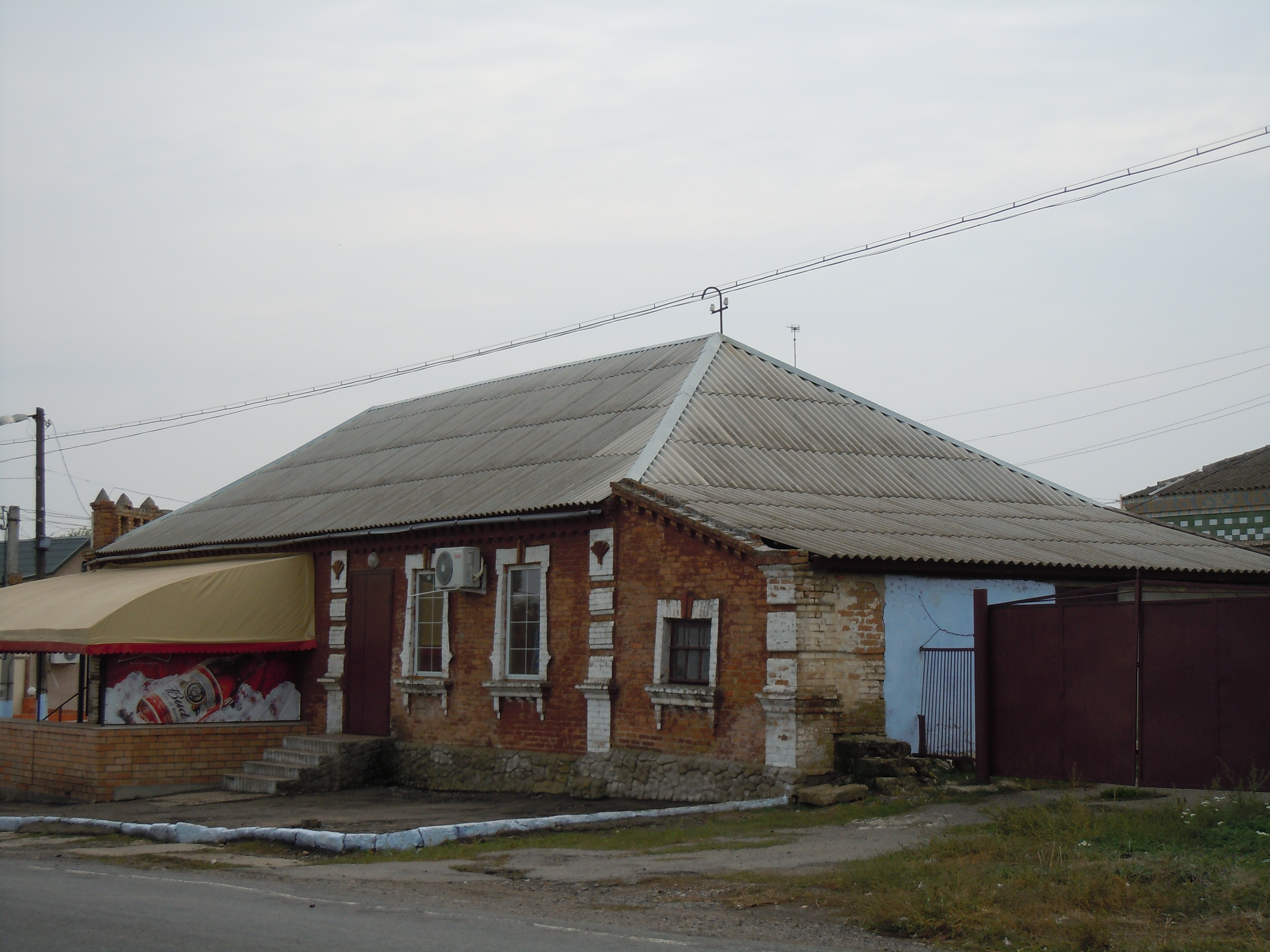
Старий будинок